# Tagetes lunulata

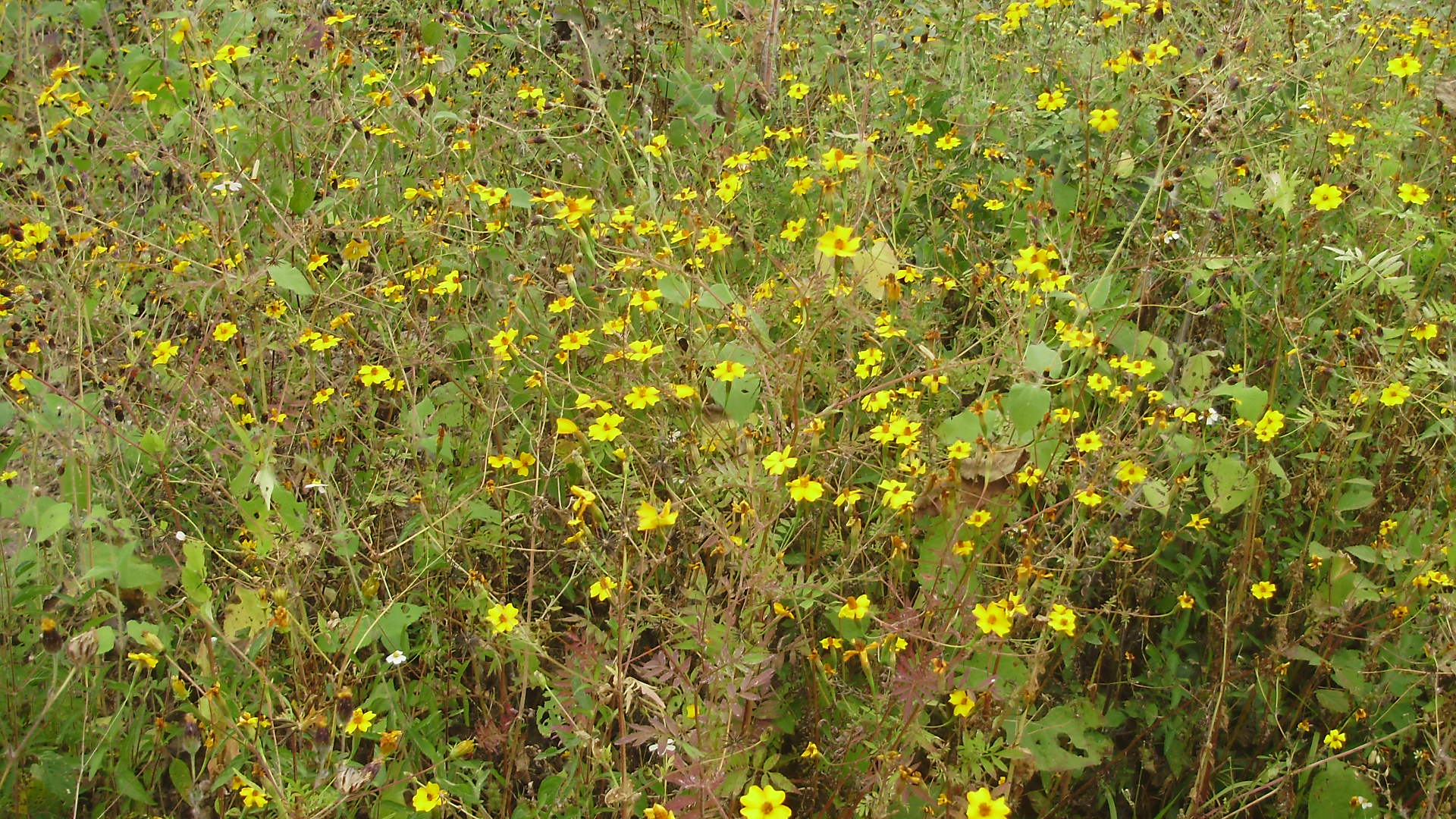
Vista de la planta

Cinco llagas (Tagetes lunulata) es una hierba anual de la familia Asteraceae. Es endémica de México. Llega a medir hasta 80 cm de altura, hojas pinnadas opuestas de color amarillo y en su centro tonalidades rojizas en forma de "V". En México se encuentra en casi todo el país aunque es mas común encontrarla en los estados del centro del país. Habita en matorrales y pastizales en donde florece en agosto. Se utiliza en la industria alimentaria como colorante artificial pero principalmente en México tiene una importancia simbólica en las ofrendas del Día de Muertos.

## Descripción
Tagetes lunulata es una planta herbácea anual de hasta 80 cm de altura. El tallo es ramificado y frecuentemente rojizo o morado. Las hojas pinnadas son opuestas, de 8 cm de largo, y tienen de 9 a 23 foliolos aserrados muy angostos. Las flores, como en todas las plantas pertenecientes a la familia de las compuestas, son sésiles dispuestas en un receptáculo formando cabezuelas; estas cuentas con 5 lígulas de color amarillo o naranja con una marca roja o anaranjada en el centro en forma de V o W, que define el epíteto lunulata (= en forma de media luna), así como el nombre común de "cinco llagas".

Esta especie pertenece al complejo de especies que dieron origen a las Tagetes o "flores de muerto" cultivadas. Muchos autores considera a Tagetes patula (nombre aplicado al cempasúchil de cabezuela pequeña) como sinónimo de T. lunulata, pero esto aún no está completamente resuelto. Asimismo, hace falta investigación para determinar si T. lunulata es sinónimo de T. tenuifolia.

## Hábitat y distribución
Es nativa de México; se distribuye desde el norte del país y posiblemente hasta el norte de Centroamérica. Crece en orillas de caminos, matorrales, pastizales, bosques de Quercus y Juniperus. Prefiere las zonas perturbadas, actuando en estos casos como maleza. No suele ser una especie cultivada, sino que crece silvestre; aunque su cultivo es fácil por medio de semillas. No tiene propagación vegetativa.
En México tiene una amplia distribución en el Occidente, El Bajío, Michoacán, Estado de México, Puebla, Tlaxcala y Morelos.

## Nombres comunes
- Aceitilla, cempasúchil de campo o flor de muerto,[2]
- Cempaxochitl, Cocozatona (Náhuatl)
- Red-crescent marigold (Inglés)[1]

## Usos
Tiene usos medicinales y de ornato. En el Día de Muertos se hacen coronas y ramos con las flores para adornar los altares. Es usada junto para este fin con otras especies de Tagetes, como T. erecta. En la medicina tradicional de México es usada para aliviar el dolor de estómago, diarreas o cólicos, para tratar la bilis, indigestión o vómitos. También es usada contra la tos.

## Taxonomía
Tagetes lunulata fue descrita en 1797 por Casimiro Gómez Ortega en Novarum, aut Rariorum Plantarum Horti Reg. Botan. Matrit. Descriptionum Decades 44.

### Etimología
Tagetes: nombre genérico dado por Tages, figura de la mitología etrusca
lunulata: epíteto latino que significa "en forma de pequeña media luna"

### Sinonimia
- Tagetes signata Bartl.[10]